# Valentín Carboni
Valentín Carboni (Buenos Aires, 25 de março de 2005), mais conhecido apenas como Carboni, é um futebolista argentino que atua como meio-campista. Atualmente joga no Genoa, emprestado pela Internazionale.

## Carreira
Iniciou sua carreira futebolística jogando futsal nas categorias de base Club Lafuente em Lanús. Em 2013, aos oito anos, começou a jogar futebol ingressando no juniores do Lanús. Em julho de 2019, Carboni ingressou no juvenil do time Catania. 

### Internazionale
Em 2020, chegou as categorias de base da Internazionale.

### Monza
Em 15 de julho de 2023, Carboni se apresentou ao clube da Série A, Monza, por empréstimo de uma temporada.

### Olympique de Marseille
Em 7 de agosto de 2024, assinou contrato por empréstimo com o clube francês.

### Genoa
No dia 14 de julho de 2025 foi confirmado o empréstimo do atleta para o Genoa por 1 ano.

### Seleção Argentina
Carboni estreou pela seleção principal da Argentina em 26 de março de 2024, em um amistoso contra a Costa Rica, substituindo Ángel Di María aos 82 minutos.

## Títulos
Internazionale
- Supercopa da Itália: 2022[5]
- Coppa Italia: 2022–23[6]

Seleção Argentina
- Copa América: 2024